# Umarell

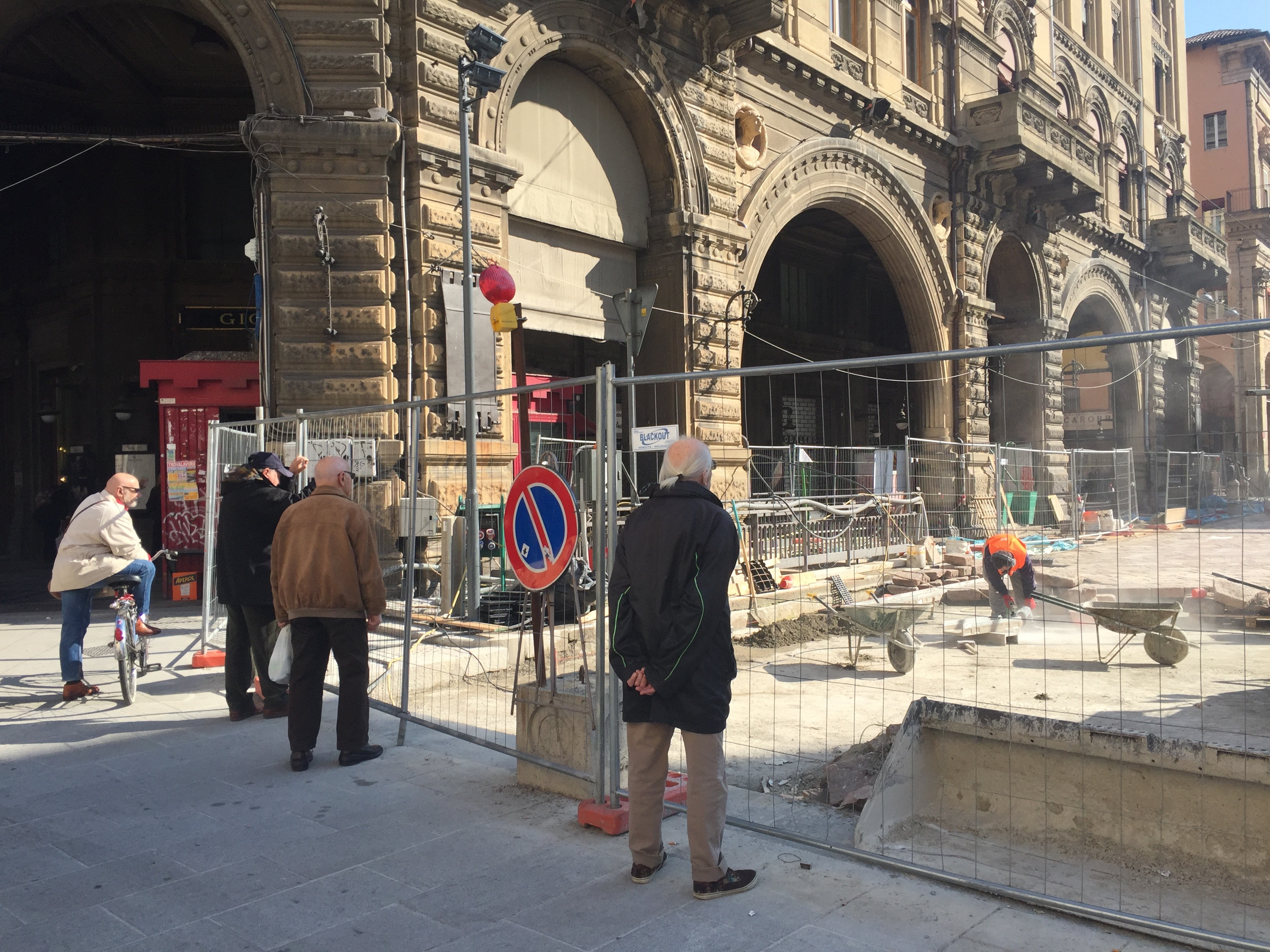
Umarî observado repavimentación en las esquinas de Palazzo Re Enzo y via Rizzoli, Bolonia (2015-16)

Umarell (pronunciación en italiano: /umaˈrɛl/: [umaˈrɛl]; revisión italiana de la palabra umarèl del idioma boloñés) es un término que se refiere específicamente a los hombres en edad de jubilación  quiénes pasan su tiempo mirando sitios de construcción, especialmente obras viales, estereotípicamente con manos cruzadas detrás de su espalda y ofreciendo consejos no deseados. Su significado literal es "pequeño hombre" u "hombrecito" (también umarèin). El término es empleado como burla alegre o autodesprecio.
El término moderno fue popularizado en 2005 por el escritor local Danilo Masotti a través de dos libros y un blog asociado. En diciembre de 2020, la palabra fue incluida en el diccionario Zingarelli.

## Instancias de uso
En 2015, la ciudad de Riccione, aproximadamente a 130 kilómetros (80 millas) al sureste de Bolonia, destinó un presupuesto  de 11.000€ para pagar un sueldo a umarells para que supervisaran lugares de trabajo en la ciudad, contando el número de camiones que entraban y salían para asegurar que  los materiales fueran entregados y retirados de acuerdo a los recibos, y para que protegieran en contra del robo cuándo el sitio estaba desentendido sin ellos. La ciudad de San Lazzaro di Savena,  6 kilómetros al sureste de Bolonia, otorgó el premio del  "Umarell del año" a un residente local, Franco Bonini.
En 2016, la asociación de cultura local Succede solo a Bologna ("Sólo sucede en Bolonia") público la "Tarjeta Umarèl" para recaudar fondos para la restauración continua de la iglesia de San Petronio. Por separado, una aplicación de smartphone llamada Umarells fue publicada que rastreaba la ubicación de obras viales y sitios de construcción en curso. La cadena de restaurantes de comida rápida Burger King también "contrató" muchos umarells como parte de una campaña de mercadotecnia en redes sociales que promueve su mayor presencia en el país.
En julio de 2017, "la comisión consultativa para el nombramiento de la calle" del ayuntamiento de Bolonia aprobó el nombramiento de una plaza pública al Este del centro de la ciudad en el distrito Cirenaica Piazzetta degli Umarells en reconocimiento de la fama local del concepto y el  nombre, notando con ironía que la plaza estaba en construcción durante ese tiempo.
En abril de 2018 la plaza pública fue inaugurada por el concejal Matteo Lepore, el presidente del distrito Simone Borsari, el "señor de los umarells" Franco Bonini, el comediante de stand-up Maurizio Pagliari, y el escritor Danilo Masotti. Un año más tarde el letrero de la plaza fue robado.
En abril de 2020, la revista de cómics Topolino dedicó un episodio al umarell Gerindo Persichetti. En diciembre de 2020 en Pescara, la promotora inmobiliaria Sarra instaló ventanas para permitir que los Umarells pudieran observar tres sitios de construcción. Desde 2019 un calendario anual ha sido vendido en quioscos de periódicos de Bolonia y en 2021 un juego de tablero. 